# Tserovo (Pazardzjik)
Tserovo (Bulgaars: Церово) is een dorp in het zuidwesten van Bulgarije. Het dorp is gelegen in de gemeente Lesitsjovo, oblast Pazardzjik. Het dorp ligt hemelsbreed 29 km ten noordwesten van de stad Pazardzjik en 70 kilometer ten zuidoosten van Sofia. 

## Bevolking
Op 31 december 2020 werden er 833 inwoners in het dorp Tserovo geregistreerd door het Nationaal Statistisch Instituut van Bulgarije. Het aantal inwoners vertoont al meerdere jaren een dalende trend: in 1946 had het dorp nog 2.575 inwoners.
|  |

In het dorp wonen voornamelijk etnische Bulgaren. In de optionele volkstelling van 2011 identificeerden 734 van de 833 ondervraagden zichzelf als “Bulgaar”, oftewel 88,3% van alle ondervraagden. De rest van de bevolking bestond vooral uit Roma (86 personen, oftewel 10,3%).
| Etnische samenstelling van de respondenten (2011) | Etnische samenstelling van de respondenten (2011) | Etnische samenstelling van de respondenten (2011) | Etnische samenstelling van de respondenten (2011) | Etnische samenstelling van de respondenten (2011) |
| ------------------------------------------------- | ------------------------------------------------- | ------------------------------------------------- | ------------------------------------------------- | ------------------------------------------------- |
|                                                   |                                                   |                                                   |                                                   |                                                   |
| Bulgaren                                          | Bulgaren                                          |                                                   | 88,1%                                             | 88,1%                                             |
| Turken                                            | Turken                                            |                                                   | 0,0%                                              | 0,0%                                              |
| Roma                                              | Roma                                              |                                                   | 10,3%                                             | 10,3%                                             |
| Anders/Onbekend                                   | Anders/Onbekend                                   |                                                   | 1,6%                                              | 1,6%                                              |

Van de 911 inwoners die in februari 2011 werden geregistreerd, waren er 123 jonger dan 15 jaar oud (13,5%), gevolgd door 508 personen tussen de 15-64 jaar oud (55,8%) en 280 personen van 65 jaar of ouder (30,7%).